# Friesenbach (Roter Main)
Der Friesenbach ist ein linker, rund 9 km langer Zufluss des Roten Mains am Rande der Fränkischen Alb in Bayern.

## Name
Der Name stammt vom altsorbischen Wort *breza für 'Birke' ab und wurde als (mhd.) *Vriesen ins Deutsche übernommen.

## Geographie

### Friesenquelle

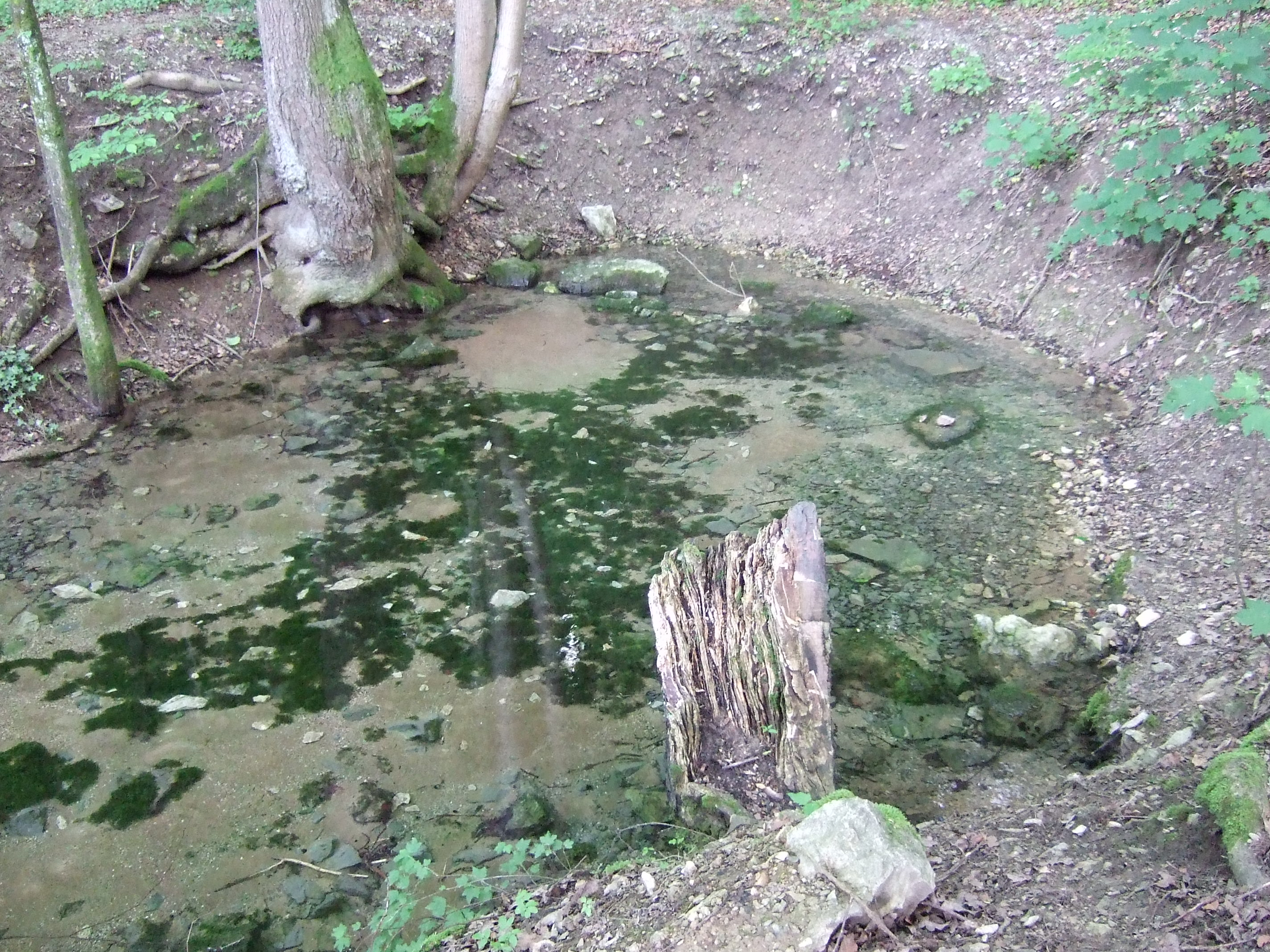
Die Friesenquelle bei Kasendorf

Die Friesenquelle (410 m ü. NN) befindet sich südwestlich von Kasendorf. Es handelt sich um eine typische Karstquelle; sie zählt mit einer sehr konstanten durchschnittlichen Schüttung von 400 Litern pro Sekunde zu den stärksten Quellen in Oberfranken. Sie versiegt auch in Trockenzeiten nicht. Nach der Schneeschmelze oder nach hohen Niederschlägen steigt die Schüttung der Schichtquelle beachtlich an. Das Quellwasser hat dann eine tiefbraune Farbe und entstammt einem sehr großen Einzugsgebiet, das sich über die umliegenden Orte Reuth, Azendorf und Welschenkahl erstreckt. Es tritt aus Höhlen und unterirdischen Seen zutage. Die Friesenquelle wurde als Naturdenkmal und vom Bayerischen Landesamt für Umwelt als Geotop 477Q002 ausgewiesen. 
Siehe hierzu auch die Liste der Geotope im Landkreis Kulmbach.

### Verlauf
Bereits kurz nach seiner Quelle betreibt der Friesenbach die Friesenmühle. An der Pulvermühle in Döllnitz nimmt er seinen größten Zufluss, den von Thurnau herabfließenden Aubach auf. Gegenüber von Dreschen mündet er in den Roten Main.

### Zuflüsse
- Dietzbach (links), 2,2 km, 4,03 km²
- Aubach (rechts), 6,5 km, 18,0 km²
- Stegersgraben (rechts), 0,6 km[5]

### Flusssystem Roter Main
- Fließgewässer im Flusssystem Roter Main

## Natur und Umwelt
Im Frühjahr 2023 stufte das in Hof ansässige Wasserwirtschaftsamt den Zustand des Friesenbachs als unbefriedigend ein. Auf der von 1 (sehr gut) bis 5 (schlecht) reichenden Skala der EU-Wasserrahmenrichtlinie erreichte er nur die Note 4.